# 姜日出
姜 日出（カン・イルチュル、朝鮮語: 강일출）は大韓民国の元日本軍慰安婦とされる女性。

## 人物・来歴
韓国慶尚北道尚州郡出身。慰安婦関連の活動を行っている。中華人民共和国で生活していたが、2000年に韓国のナヌムの家に入居している。
慰安婦仲間の李容洙と同様に、自身の恨を解消するため、日本政府が謝罪をするように要求している。また、中国に取り残されている日本人慰安婦についての救済も訴えているが、慰安婦の証言活動を支援している日本の市民団体からは黙殺されている。
頭皮に傷があり、これを『日本人に暴行された証拠』として見せるパフォーマンスを得意としており、フリージャーナリストのデイビッド・マクニールは、このパフォーマンスを見せられたことから、慰安婦の証言は全て事実と信じるようになった。

## 活動
- 2009年11月に開催された「旧日本軍性奴隷問題の解決を求める全国同時企画・京都実行委員会」にて『1943年に「軍靴のひもを編む工場で働く」と言われて16歳で強制連行され、中国の牡丹江の慰安所で性奴隷生活を強いられた。1945年、日本の軍人たちに焼き殺されそうになったが、朝鮮人たちが戦って逃がしてくれた』と証言した[6]。
- 2010年4月20日に開催された「慰安婦問題の解決求め当事者の韓国人女性の証言を聞く集会」では『1928年に朝鮮半島南東部の慶尚北道で12人兄弟の末っ子として生まれた。17歳のとき（1945年）に自宅から連行され、約2年間にわたって中国・長春や牡丹江などで被害に遭った』と証言した[7]。
- 2011年8月31日、韓国の金星煥外交通商部長官に対して、日本軍「慰安婦」問題解決および法的責任を追及する外交政策を即時に履行するように公式書簡を送った[8]。
- 2012年8月29日、1037回目になる水曜デモで「15歳で中国吉林市の慰安所に連れて行かれ4年過ごしました。」「私以上の証拠がどこにあるのか。それでも強制連行の事実はないとは、彼らは人なのか」と述べた。[9]
- 2013年7月8日、李玉善らと渡米し、慰安婦問題で米国が日本政府の歴史的責任を認めさせるため、慰安婦について日本政府の責任を認めるよう要求する下院決議案を提出したマイク・ホンダらと会談した[10]。

## その他の主張

### 竹島問題
竹島問題について『竹島は日本のものだと言う人も多い。その人たちはもう一度戦争をしたいのでしょうか。』と嘆き、『（日本人は）日本が犯した歴史の問題に向き合ってほしい』と訴えた。